# 1967: The First Three Singles
1967: The First Three Singles je výběrové EP britské skupiny Pink Floyd. Vydáno bylo v prosinci 1997 (viz 1997 v hudbě).
Album 1967: The First Three Singles je tvořeno třemi singly (včetně B stran) z počátků skupiny, z roku 1967. Deska byla vydána k připomenutí 30. výročí prvních oficiálních nahrávek Pink Floyd (tři singly a album The Piper at the Gates of Dawn) v limitované edici. Všech šest písní na 1967: The First Three Singles je v původní mono verzi. Obal alba je tvořen koláží zmenšených původních přebalů singlů z roku 1967.

## Seznam skladeb
Všechny skladby napsal(i) Syd Barrett, vyjma té, kde je uveden autor. 
| Pořadí         | Název                   | Autor          | Původní album                               | Délka |
| -------------- | ----------------------- | -------------- | ------------------------------------------- | ----- |
| 1.             | Arnold Layne            |                | singl (1967)                                | 2:55  |
| 2.             | Candy and a Currant Bun |                | B strana singlu „Arnold Layne“ (1967)       | 2:44  |
| 3.             | See Emily Play          |                | singl (1967)                                | 2:54  |
| 4.             | Scarecrow               |                | B strana singlu „See Emily Play“ (1967)     | 2:09  |
| 5.             | Apples and Oranges      |                | singl (1967)                                | 3:05  |
| 6.             | Paintbox                | Wright         | B strana singlu „Apples and Oranges“ (1967) | 3:47  |
| Celková délka: | Celková délka:          | Celková délka: | Celková délka:                              | 17:39 |